# Frédéric Magné
Frédéric Magné (Tours, 5 de febrero de 1969) es un deportista francés que compitió en ciclismo en la modalidad de pista, especialista en las pruebas de velocidad y keirin.
Ganó 12 medallas en el Campeonato Mundial de Ciclismo en Pista entre los años 1987 y 2000.
Participó en cuatro Juegos Olímpicos de Verano, entre los años 1988 y 2000, ocupando el sexto lugar en Atlanta 1996 (velocidad individual), el sexto en Sídney 2000 (keirin) y el octavo en Seúl 1988 (1 km contrarreloj).

## Medallero internacional
| Campeonato Mundial | Campeonato Mundial       | Campeonato Mundial | Campeonato Mundial       |
| Año                | Lugar                    | Medalla            | Competición              |
| ------------------ | ------------------------ | ------------------ | ------------------------ |
| 1987               | Viena (Austria)          | Medalla de oro     | Tándem (A)               |
| 1988               | Gante (Bélgica)          | Medalla de oro     | Tándem (A)               |
| 1989               | Lyon (Francia)           | Medalla de oro     | Tándem (A)               |
| 1992               | Valencia (España)        | Medalla de plata   | Velocidad individual (P) |
| 1992               | Valencia (España)        | Medalla de bronce  | Keirin (P)               |
| 1994               | Palermo (Italia)         | Medalla de oro     | Tándem                   |
| 1995               | Bogotá (Colombia)        | Medalla de oro     | Keirin                   |
| 1995               | Bogotá (Colombia)        | Medalla de bronce  | Velocidad individual     |
| 1996               | Mánchester (Reino Unido) | Medalla de bronce  | Keirin                   |
| 1997               | Perth (Australia)        | Medalla de oro     | Keirin                   |
| 1999               | Berlín (Alemania)        | Medalla de bronce  | Keirin                   |
| 2000               | Mánchester (Reino Unido) | Medalla de oro     | Keirin                   |

## Palmarés
- 1987

 Campeón del Mundo en Tándem (con Fabrice Colas)
- 1988

 Campeón del Mundo en Tándem (amb Fabrice Colas)
 Campeón de Francia en kilómetro
- 1989

 Campeón del Mundo en Tándem (amb Fabrice Colas)
 Campeón de Francia en kilómetro
- 1990

 Campeón de Francia en kilómetro
- 1991

 Campeón de Francia en kilómetro
- 1992

 Campeón de Francia en Velocidad
- 1993

 Campeón de Francia en Keirin
- 1994

 Campeón del Mundo en Tándem (amb Fabrice Colas)
 Campeón de Francia en Velocidad
 Campeón de Francia en Keirin
- 1995

 Campeón del Mundo en Keirin
1.º en los Seis días de Burdeos (con Etienne De Wilde)
- 1996

 Campeón de Francia en Keirin
- 1997

 Campeón del Mundo en Keirin
- 2000

 Campeón del Mundo en Keirin
 Campeón de Francia en Keirin

### Resultats a laCopa del Mundo
- 1995

1.º en Manchester, en Keirin
- 1998

1.º en Victoria, en Velocidad
1.º en Victoria, en Keirin
- 1999

1.º en Valencia, en Keirin